# استاپلهورست (نبراسکا)
استاپلهورست(به انگلیسی: Staplehurst) شهری در ایالت نبراسکا کشور ایالات متحده آمریکا است که جمعیت آن در سرشماری سال ۲۰۱۰ میلادی، ۲۴۲ نفر بوده‌است.